# (178) Belisana
(178) Belisana es un asteroide perteneciente al cinturón de asteroides descubierto el 6 de noviembre de 1877 por Johann Palisa desde el observatorio de Pula, Croacia.
Está nombrado por Belisana, una diosa de la mitología celta.